# NGC 4969-2
NGC 4969-2 este o galaxie situată în constelația Fecioara. A fost descoperită în  de către .